# Heinrich Nettesheim (Ringer)
Heinrich „Heini“ Nettesheim (* 22. Oktober 1915 in Köln; † 18. Oktober 2005 ebenda) war ein deutscher Ringer und 1937 Freistil-Europameister im Leichtgewicht.

## Leben und Karriere
Heinrich Nettesheim begann in Köln mit dem Ringen. Gemeinsam mit seinem jüngeren Halbbruder Ferdinand Schmitz und Georg Pulheim bildete er das „Kölner Ringer-Kleeblatt“. 1934 stand Nettesheim zum ersten Male in der deutschen Ringernationalmannschaft. In einem Länderkampf gegen Frankreich feierte er dabei im Federgewicht einen Schultersieg über Leborre. Im gleichen Jahre wurde er deutscher Vizemeister im griechisch-römischen Stil hinter Sebastian Hering aus München. Nach einem etwas schwächeren Jahr 1935 trumpfte er bei den deutschen Meisterschaften des Jahres 1936 auf: Er wurde in beiden Stilarten deutscher Meister im Leichtgewicht, im griechisch-römischen Stil vor dem Europameister von 1935 Sebastian Hering und im freien Stil vor dem Europameister von 1934 Wolfgang Ehrl aus München.
Heini Nettesheim konnte sich die Stilart, in der er an den Olympischen Spielen 1936 in Berlin teilnehmen wollte, selbst auszusuchen. Er entschied sich für den griechisch-römischen Stil. Schon in der ersten Runde traf er auf den finnischen Favoriten Lauri Koskela und verlor knapp nach Punkten. Auch den zweiten Kampf gegen den ehemaligen Olympiasieger Voldemar Väli aus Estland verlor er nach Punkten und schied schon nach der zweiten Runde aus.
Bei der Europameisterschaft 1937 in München im freien Stil bestätigte Heini Nettesheim aber diese Meinung, denn er wurde mit sechs Schultersiegen, u. a. über den Olympiasieger von 1932 Hermanni Pihlajamäki und den starken Schweden Gösta Jönsson-Frändfors, in überlegenem Stil Europameister. Bei der Europameisterschaft 1938 im griechisch-römischen Stil in Tallinn bewies Heini dann, dass er auch diese Stilart beherrscht, denn er wurde hinter Lauri Koskela Vize-Europameister. Auf dem Weg dorthin besiegte er den Schweden Gösta Andersson, der zehn Jahre später, 1948 in London Olympiasieger werden sollte.
1939 fanden in Oslo die letzten Europameisterschaften vor dem Beginn des Zweiten Weltkrieges statt. Diese Meisterschaften wurden im griechisch-römischen Stil ausgetragen. Nach zwei Siegen scheiterte Heini Nettesheim wieder an seinem Angstgegner Lauri Koskela und musste sich mit dem vierten Platz begnügen.
Wegen der angespannten politischen Lage fanden schon 1938 und 1939 keine Europameisterschaften im freien Stil mehr stattfanden. Nettesheim, der im Jahre 1939 mit 24 Jahren erst am Anfang einer großen Laufbahn stand, musste seine internationale Ringerlaufbahn wegen des Krieges und der Nachkriegszeit für zwölf Jahre unterbrechen.
Als die deutschen Ringer 1951 wieder in den Ringer-Weltverband (FILA) aufgenommen wurden, war Heinrich Nettesheim bei der Weltmeisterschaft im freien Stil dieses Jahres in Helsinki im Weltergewicht wieder dabei. Er musste aber erkennen, dass die Ringerwelt nicht stehen geblieben war und es mit 36 Jahren nicht so leicht ist, gleich wieder den Anschluss an die Weltspitze zu finden. Heini verlor beide Kämpfe, die er zu bestreiten hatte, und landete mit zwei weiteren Ringern bei acht Teilnehmern auf dem sechsten Platz.
Im Jahre 1952 trainierte Heini Nettesheim in die Leichtgewichtsklasse ab und qualifizierte sich durch gute Leistungen im Vorfeld von Olympia für die Olympischen Spiele in Helsinki. In einem Länderkampf gegen Schweden hatte er dabei sogar den Olympiasieger von 1948 Gustav Freij besiegt.
In Helsinki startete Heini Nettesheim in beiden Stilarten. Im freien Stil gelangen ihm dabei zwei Siege in den ersten beiden Runden. Dann verlor er aber seine Kämpfe in den beiden nächsten Runden und erreichte einen guten sechsten Platz. Im griechisch-römischen Stil unterlag Heini in beiden Kämpfen, die er bestritt, und schied schon nach der 2. Runde aus. Enttäuschend war dabei besonders seine Niederlage gegen den Dänen Jack-Finn Rasmussen.
Bemerkenswert waren die Erfolge von Heinrich Nettesheim bei den deutschen Meisterschaften. Er errang den deutschen Meistertitel insgesamt fünfzehn Mal. Er war damit lange Jahre Rekordhalter und wurde erst von Wilfried Dietrich übertroffen. Auch in den Länderkämpfen, die er bestritt, war er sehr erfolgreich. In 26 Länderkämpfen errang er 22 Siege, davon bis 1939 in 21 Kämpfen 20 Siege.
Nach seiner aktiven Laufbahn war er 17 Jahre lang Dozent an der Deutschen Sporthochschule in Köln.
Nettesheim, der Ehrenmitglied des Nordrhein-Westfälischen Ringerverbandes war, verstarb in seiner Heimatstadt Köln nur vier Tage vor seinem 90. Geburtstag an Nierenversagen.

## Internationale Erfolge
(OS = Olympische Spiele, WM = Weltmeisterschaft, EM = Europameisterschaft, GR = griech.-röm.Stil, F = freier Stil, Federgewicht, bis 61 kg, Leichtgewicht, bis 66 kg, Weltergewicht, damals 73 kg Körpergewicht)
| Jahr | Platz | Wettbewerb     | Stil | Gewichtsklasse | |
| 1936 | 14.   | OS in Berlin   | GR   | Leicht         | nach Niederlagen gegen Lauri Koskela, Finnland u. Voldemar Väli, Estland |
| 1937 | 1.    | EM in München  | F    | Leicht         | mit Siegen über Jean Vaissier, Frankreich, Giusto Fidel, Italien, Károly Ferencz, Ungarn, Hermanni Pihlajamäki, Finnland, Gösta Jönsson-Frändfors, Schweden u. Fritz Vordermann, Schweiz |
| 1938 | 2.    | EM in Tallinn  | GR   | Leicht         | mit Siegen über Gösta Andersson, Schweden u. Aage Eriksen, Norwegen u. einer Niederlage gegen Lauri Koskela                                                                              |
| 1939 | 4.    | EM in Oslo     | GR   | Leicht         | mit Siegen über Adalbert Toots, Estland u. Aage Meier, Dänemark u. einer Niederlage gegen Lauri Koskela                                                                                  |
| 1951 | 6.    | WM in Helsinki | F    | Welter         | nach Niederlagen gegen Celal Atik, Türkei u. Aleksanteri Keisala, Finnland |
| 1952 | 6.    | OS in Helsinki | F    | Leicht         | mit Siegen über Oh Tai-Kun, Südkorea u. Aristides Perez, Guatemala u. Niederlagen gegen Jahanbahkt Tovfighe, Iran u. József Gál, Ungarn                                                  |
| 1952 | 13.   | OS in Helsinki | GR   | Leicht         | nach Niederlagen gegen Jack-Finn Rasmussen, Dänemark u. Kalle Haapasalmi, Finnland |

## Deutsche Meisterschaften
im freien Stil
- 1936, 1. Platz, F, Le, vor Sebastian Hering, München-Neuaubing und Fritz Weikart, Dortmund-Hörde,
- 1937, 1. Platz, F, Le, vor Wolfgang Ehrl, München und Sebastian Hering,
- 1938, 1. Platz, F, We, vor Wolfgang Ehrl und Ewald Tauer, München-Neuaubing,
- 1940, 1. Platz, F, Le, vor Georg Weidner, Stuttgart und Paul Burbach, Köln-Mülheim,
- 1941, 1. Platz, F, Le, vor Hermann Brunner, Mannheim-Sandhofen und Grau, Stuttgart,
- 1943, 1. Platz, F, Le, vor Sebastian Hering und Siegmund Bayer, München-Neuaubing,
- 1949, 1. Platz, F, Fl,     Heinrich Seher, R.S.V. Köln
- 1949, 1. Platz, F, We, vor Werner Härtling, Dortmund und Horst Heß, Dortmund,
- 1950, 1. Platz, F, We, vor Ewald Tauer und August Deuschle, Stuttgart-Münster,
- 1951, 2. Platz, F, We, hinter Anton Mackowiak, Dortmund und vor Paul Schmitz, Köln

im griech.-röm.Stil
- 1934, 2. Platz, GR, Fe, hinter Sebastian Hering und vor Bauer, Berlin,
- 1935, 3. Platz, GR, Le, hinter Heinrich Schwarzkopf, Koblenz und Wolfgang Ehrl,
- 1936, 1. Platz, GR, Le, vor Wolfgang Ehrl und Heini Schwarzkopf,
- 1937, 2. Platz, GR, Le, hinter Fritz Weikart und vor Grahli, Essen,
- 1938, 1. Platz, GR, Le, vor Wolfgang Ehrl und Rudi Reinhardt, Hohenlimburg,
- 1939, 1. Platz, GR, Le, vor Otto Freund, Ludwigshafen am Rhein, und Sebastian Hering,
- 1940, 1. Platz, GR, Le, vor Otto Freund und Georg Weidner,
- 1941, 1. Platz, GR, Le, vor Otto Hirsch, München und Sebastian Hering,
- 1942, 1. Platz, GR, Le, vor Engelbert Grünkranz, München-Neuaubing und Otto Hirsch,
- 1943, 1. Platz, GR, Le, vor Otto Hirsch und Siegmund Schweickert, Wiesental,
- 1949, 2. Platz, GR, We, hinter Josef Paar, Reichenhall und vor Franz Wittmann, Friesenheim,
- 1950, 2. Platz, GR, We, hinter Anton Mackowiak und vor Franz Wittmann